# Micropolypodium knowltoniorum
Micropolypodium knowltoniorum là một loài dương xỉ trong họ Polypodiaceae. Loài này được Hodge A.R. Sm. mô tả khoa học đầu tiên năm 1992.